# Siewiernyj Polus-1

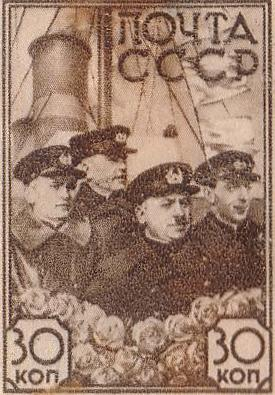
Uczestnicy wyprawy „Siewiernyj Polus-1” na pokładzie parowca „Taymyr”. Znaczek pocztowy ZSRR. 1938 rok

Dryfująca stacja „Siewiernyj Polus-1” (ros. Северный полюс-1. Inne nazwy: «Siewiernyj Polus», «SP», «SP-1») – pierwsza na świecie radziecka załogowa stacja dryfująca do badań polarnych założona na Oceanie Arktycznym.
Wyprawa, która założyła stację, wylądowała na lodzie 21 maja 1937, zaś oficjalne otwarcie stacji nastąpiło 6 czerwca 1937 (w pobliżu bieguna północnego), kiedy samoloty, które dostarczyły polarników i sprzęt, opuściły lód. Personel stacji stanowili: Iwan Papanin – kierownik stacji, Jewgienij Fiodorow – meteorolog i geofizyk, Ernst Krenkel – radiooperator, Piotr Szyrszow – hydrobiolog i oceanograf.
Po 9 miesiącach dryfowania (274 dni) na południe, stacja pokonała około 2000 km i dotarła do Morza Grenlandzkiego. 19 lutego 1938 personel stacji został zabrany przez lodołamacze „Tajmyr” i „Murman”; stacja znajdowała się wówczas u wschodnich wybrzeży Grenlandii, na południe od równoleżnika 70°N.

## Podsumowanie
Wyniki naukowe uzyskane w trakcie dryfu zostały zaprezentowane 6 marca 1938 w trakcie ogólnego zebrania Akademii Nauk ZSRR, uzyskując wysoką ocenę ekspertów. 
Wszyscy czterej polarnicy zostali odznaczeni tytułem Bohatera Związku Radzieckiego za wybitny wyczyn w eksploracji Arktyki. Tytuł ten otrzymali również piloci, którzy uczestniczyli w przygotowaniach do wyprawy: Anatolij Aleksiejew, Pawieł Gołowin, Ilja Mazuruk i Mark Szewielow.